# Jane Merrow
Jane Merrow (n. 26 august 1941, Hertfordshire, Anglia, Regatul Unit) este o actriță britanică. Tatăl este englez și mama ei o germană refugiată. Este absolventă al academiei Royal Academy of Dramatic Art, ea a fost actriță între anii 1960 și 1970 în Anglia și SUA. Printre rolurile ei cele mai notabile se numără, Alais în filmul "Henric al II-lea" unde a jucat alături de Peter O'Toole, sau din filmul "The Lion in Winter" (1968), pentru care a fost preimiată cu premiul Globul de Aur. A mai jucat într-o serie de filme produse de televiziunea britanică: "Sfântul" sau alături de Diana Rigg, mai poate fi văzută în filmele americane: Mission Impossible, Bearcats!, Mannix, Emergency!, Police Woman, The Six Million Dollar Man, Cannon, Barnaby Jones, Airwolf, MacGyver, Hart to Hart, Magnum, P.I., The Incredible Hulk și The Greatest American Hero.

## Filmografie selectată
- 1964 The Girl Getters
- 1968 Leul în iarnă (The Lion in Winter), regia Anthony Harvey
- 1970 Adam's Woman, regia Philip Leacock